# Poecilimon heroicus
Poecilimon heroicus är en insektsart som beskrevs av Stshelkanovtzev 1911. Poecilimon heroicus ingår i släktet Poecilimon och familjen vårtbitare. Inga underarter finns listade i Catalogue of Life.